# Quercus xanthoclada
Quercus xanthoclada là một loài thực vật có hoa trong họ Cử. Loài này được Drake miêu tả khoa học đầu tiên năm 1890.